# Galeazzo Malatesta
Galeazzo Malatesta, soprannominato l'inetto (Pesaro, 1385 – Firenze, prima del 18 luglio 1454), è stato un politico e condottiero italiano, signore di Pesaro e di Fossombrone.

Stemma dei Malatesta

Figlio primogenito di Malatesta IV ed Elisabetta da Varano. Era soprannominato dai parenti l'inetto, perché privo di una forte personalità e di coraggio, e anche perché a differenza degli altri membri della famiglia Malatesta, non era particolarmente bravo nell'arte del combattimento.

## Biografia
La prima impresa militare di Galeazzo risale al 1413, quando al seguito del padre, tentò di forzare la porta di Capodimonte, rione di Ancona, ma venne respinto dai difensori. Nel 1416 prese parte alla battaglia di Sant'Egidio al fianco del cugino Carlo I Malatesta. Alla fine di tale battaglia entrambi furono fatti prigionieri.
Liberato dalla prigionia a Sant'Egidio, seguì nuovamente il padre Malatesta in diverse spedizioni, fino al 1429, quando costui morì e gli succedette alla podesteria di Pesaro.
Nel 1430, appoggiò militarmente i ribelli riminesi contro il loro signore, nonché suo congiunto, Sigismondo Pandolfo Malatesta. Nel 1431 fu cacciato da Pesaro insieme al fratello Carlo, dagli abitanti locali per il suo cattivo governo, ma fomentati dai pontifici, e riparò a Venezia. Dopo una serie di battaglie contro i pontifici, questi ultimi gli restituirono il dominio su Pesaro nel 1433.
Nel 1441 assoldò Federico III da Montefeltro alla difesa di Pesaro e di Fossombrone, attaccate dal cugino Sigismondo Pandolfo, intenzionato ad impadronirsi dei suoi possedimenti. L'attacco non ebbe alcun successo, perché le truppe nemiche furono bloccate dai difensori.
Galeazzo, continuamente minacciato da Rimini e coperto dai debiti contratti per aver assoldato diversi mercenari, poiché non esercitava egli stesso il mestiere militare, vendette nel 1444 Pesaro a Francesco Sforza per 20.000 fiorini, e nel 1445 Fossombrone a Federico da Montefeltro per 13.000 fiorini. Questo fatto causò la rabbia del signore di Rimini e della Santa Sede, che scomunicò il Malatesta per aver venduto due territori di sua proprietà.
Nel 1448, fece la pace con i cugini Sigismondo Pandolfo e Domenico Malatesta, i quali lo istigarono ad attaccare Pesaro. Il tentativo di attaccare il nuovo dominio degli Sforza non ebbe successo poiché intervennero i fiorentini.
Galeazzo si ritiro à Firenze; risulta già morto il 18 luglio 1454.

## Discendenza
Sposò il 14 giugno 1405 Battista Malatesta (n. 1384 - m. 1448), figlia del conte Antonio II, dalla cui unione nacque una figlia:
- Elisabetta (n. 1407-m. 1477), sposò Piergentile da Varano, signore di Camerino.

Durante questo primo matrimonio, intrecciò una relazione con Giovanna Teresa De Abella Montaperto, figlia di Nicolò III e Giacoma Gaetani, dalla quale ebbe tre figli:
- Maltosello (1437-1507)
- Eridea (1439-1493), amante di Sigismondo Pandolfo Malatesta, sposò verso il 1459 Girolamo Dandolo di Venezia
- Lucrezia (1441-), sposò Rinaldo Ricciardelli

Rimasto vedovo, si risposò il 20 luglio 1449 con Maria Maddalena di Cambio di Perino de' Medici (n. 1430 - m. ?), da cui non ebbe figli.

## Ascendenza
|                        |                      |                                   | Genitori                 |  |  | Nonni |  |  | Bisnonni                |  |  | Trisnonni            |  |
|                        |                      |                                   |                          |  |  |       |  |  | Malatesta III Malatesta |  |  | Pandolfo I Malatesta |  |
|                        |                      |                                   |                          |  |  |       |  |  | Malatesta III Malatesta |  |  | Pandolfo I Malatesta |  |
|                        |                      | Taddea da Rimini                  |                          |  |  |       |  |  | Malatesta III Malatesta |  |  |                      |  |
| Pandolfo II Malatesta  |                      |                                   |                          |  |  |       |  |  | Malatesta III Malatesta |  |  |                      |  |
|                        |                      | Costanza Ondedei                  | …                        |  |  |       |  |  |                         |  |  |                      |  |
|                        |                      | Costanza Ondedei                  | …                        |  |  |       |  |  |                         |  |  |                      |  |
|                        |                      | Costanza Ondedei                  | …                        |  |  |       |  |  |                         |  |  |                      |  |
| Malatesta IV Malatesta |                      | Costanza Ondedei                  |                          |  |  |       |  |  |                         |  |  |                      |  |
|                        |                      | Bertoldo Orsini                   | Napoleone di Orso Orsini |  |  |       |  |  |                         |  |  |                      |  |
|                        |                      | Bertoldo Orsini                   | Napoleone di Orso Orsini |  |  |       |  |  |                         |  |  |                      |  |
|                        |                      | Bertoldo Orsini                   | …                        |  |  |       |  |  |                         |  |  |                      |  |
| Paola Orsini           |                      | Bertoldo Orsini                   |                          |  |  |       |  |  |                         |  |  |                      |  |
|                        |                      | …                                 | …                        |  |  |       |  |  |                         |  |  |                      |  |
|                        |                      | …                                 | …                        |  |  |       |  |  |                         |  |  |                      |  |
|                        |                      | …                                 | …                        |  |  |       |  |  |                         |  |  |                      |  |
| Galeazzo Malatesta     |                      | …                                 |                          |  |  |       |  |  |                         |  |  |                      |  |
|                        | Berardo II da Varano | Gentile II da Varano              |                          |  |  |       |  |  |                         |  |  |                      |  |
|                        | Berardo II da Varano | Gentile II da Varano              |                          |  |  |       |  |  |                         |  |  |                      |  |
|                        | Berardo II da Varano | …                                 |                          |  |  |       |  |  |                         |  |  |                      |  |
| Rodolfo II da Varano   | Berardo II da Varano |                                   |                          |  |  |       |  |  |                         |  |  |                      |  |
|                        |                      | Bellafiore di Gualtiero Brunforte | Gualtiero Brunforte      |  |  |       |  |  |                         |  |  |                      |  |
|                        |                      | Bellafiore di Gualtiero Brunforte | Gualtiero Brunforte      |  |  |       |  |  |                         |  |  |                      |  |
|                        |                      | Bellafiore di Gualtiero Brunforte | …                        |  |  |       |  |  |                         |  |  |                      |  |
| Elisabetta da Varano   |                      | Bellafiore di Gualtiero Brunforte |                          |  |  |       |  |  |                         |  |  |                      |  |
|                        |                      | Finuccio Chiavelli                | …                        |  |  |       |  |  |                         |  |  |                      |  |
|                        |                      | Finuccio Chiavelli                | …                        |  |  |       |  |  |                         |  |  |                      |  |
|                        |                      | Finuccio Chiavelli                | …                        |  |  |       |  |  |                         |  |  |                      |  |
| Camilla Chiavelli      |                      | Finuccio Chiavelli                |                          |  |  |       |  |  |                         |  |  |                      |  |
|                        |                      | …                                 | …                        |  |  |       |  |  |                         |  |  |                      |  |
|                        |                      | …                                 | …                        |  |  |       |  |  |                         |  |  |                      |  |
|                        |                      | …                                 | …                        |  |  |       |  |  |                         |  |  |                      |  |
|                        |                      | …                                 |                          |  |  |       |  |  |                         |  |  |                      |  |